# Maron do Líbano
São Maron, foi um monge sírico-cristão do século V, o qual ficou mais conhecido após a sua morte por um movimento cristão que viria a ser conhecido como Maronitas. Por esta razão, é considerado o fundador de uma Igreja católica oriental sui iuris, a Igreja Maronita. Maron, um amigo de São João Crisóstomo, foi também conhecido por seus trabalhos como missionário e suas técnicas de devoção a Deus.